# Protearomyia greciana
Protearomyia greciana är en tvåvingeart som beskrevs av Mcalpine 1962. Protearomyia greciana ingår i släktet Protearomyia och familjen stjärtflugor. Inga underarter finns listade i Catalogue of Life.